# Christoph August Reichel

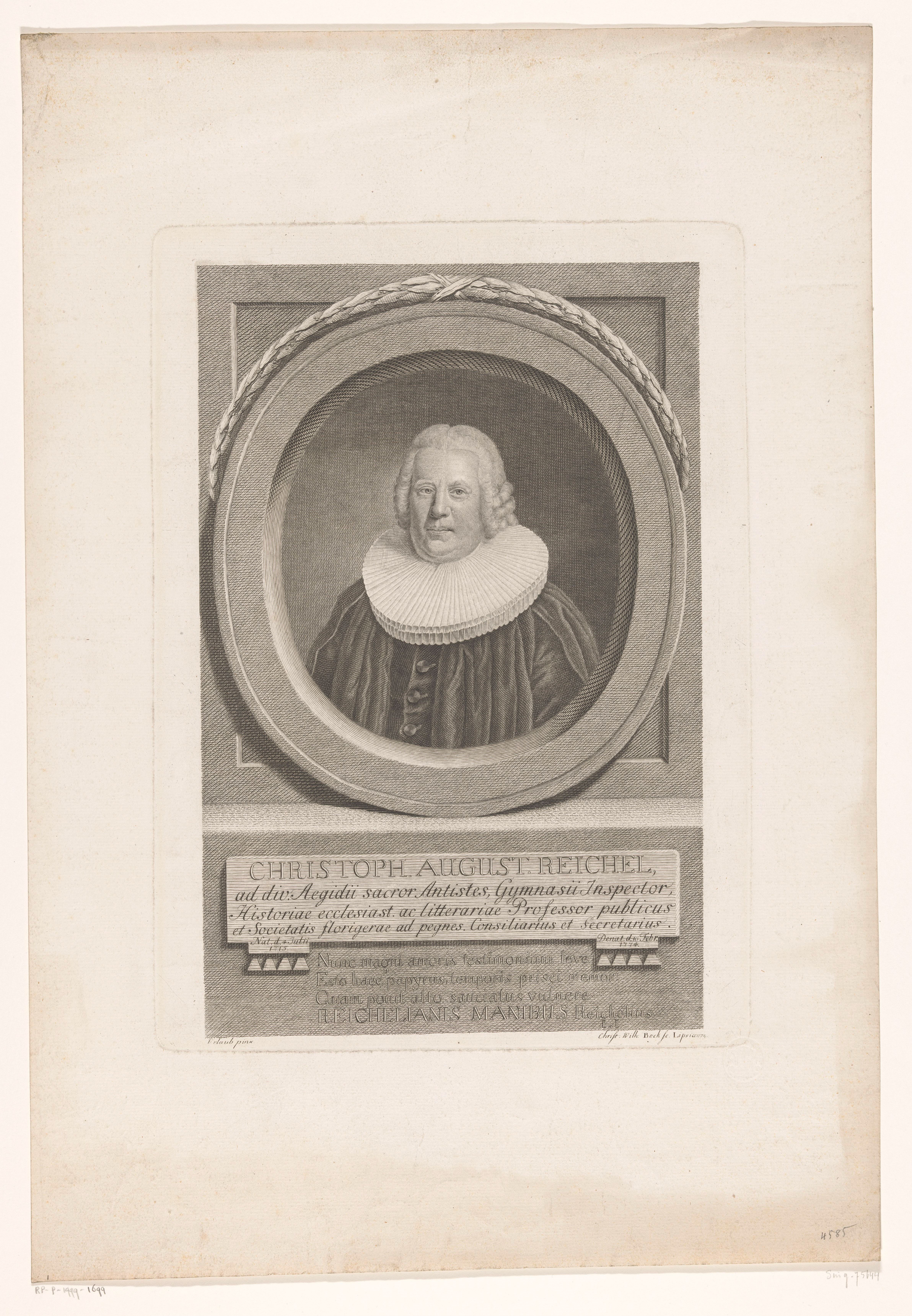
Porträt Reichels von 1774 von Christoph Wilhelm Bock

Christoph August Reichel (* 4. Juli 1715 in Großreuth bei Schweinau; † 10. Februar 1774 in Nürnberg) war ein deutscher Kirchenlieddichter, lutherischer Geistlicher und Gymnasiallehrer.

## Leben
Reichel war Sohn eines Gastwirts, der früh starb. Der Waise wurde vom Nürnberger Anwalt Christoph August Lämmermann († 1742) aufgenommen. Reichel besuchte zunächst die Nürnberger Lorenzschule und anschließend das Gymnasium poeticum in Regensburg. Dort erhielt er auch eine musikalische und poetische Ausbildung, bevor er 1732 das Studium der Theologie an der Universität Altdorf aufnahm. Nach seinem Studium unternahm er größere Reisen, auf denen er sich weiter dem Studium der Theologie widmete.
Reichel kehrte nach Nürnberg zurück und wurde dort Predigtamtskandidat. 1742 erhielt er eine Stelle als Rektoradjunkt an der Sebalder Schule. An dieser wirkte er von 1748 bis 1756 als Rektor. 1756 wurde er Diakon bei St. Sebald, 1758 Professor der Beredsamkeit und Dichtkunst am Nürnberger Egidiengymnasium. Schließlich war er ab 1771 Prediger bei St. Egidien.
Reich wurde 1742 mit dem Namen Eusebius (Dreifaltigkeitsblume) in den Pegnesischen Blumenorden aufgenommen. Ab 1760 fungierte er als Ordensrat und Schriftführer des Ordens. Er war außerdem Dichter geistlicher Lieder; 30 seiner Lieder fanden Aufnahme in die von Georg Christoph Rümler herausgegebene Sammlung Evangelische Sterbe- und Todespsalmen (Nürnberg 1764–1765).

## Schriften (Auswahl)
- Die Asche Des weyland Hoch-Edlen, Gestreng und Hoch-Gelehrten Herrn Christoph August Lämmermanns Beeder Rechten Doctors … Seines theuren Gönners, Vettern und Taufpathens verehrte noch durch diese Ode mit tieffster Wehmuth und mit thränenden Augen Desselben ewig-verbundenster Verehrer Christoph August Reichel, Hessel, Altdorf 1742.
- Der Sieg des Glaubens, wurde bey dem Grabe Des weiland Hoch-Edel Gestrengen und Hochgelehrten Herrn Johann Georg Volckamers, Medicinae Doctoris, Endter, Nürnberg 1744.
- Bey dem Grabe des Hoch-Ehrwürdigen, Großachtbaren und Hochgelehrten Herrn Gustav Philipp Moerls, Felßecker, Nürnberg 1750.